# Пепси, Джезим
Джезим Пепси (алб. Gezim Pepsi; род. 12 июля 1998 года, Базель, Швейцария) — косоварский футболист, полузащитник клуба «Вадуц».

## Карьера
Пепси — воспитанник молодежной академии «Базеля». В 2018 году Пепси был отдан в аренду Арау. За клуб он провел 33 матча.

### «Винтертур»
По возвращении из аренды Пепси был продан «Винтертуру» в феврале 2020 года. Свой первый гол забил в июне «Вадуцу». Он забил гол своему бывшему клубу «Базель» в 1/8 финала Кубка Кубка Швейцарии 2020/2021, в котором «Винтертур» выиграл с разгромным счетом 6-2.

### «Вадуц»
30 августа 2022 года Пепси подписал однолетний контракт с лихтенштейнским «Вадуцом» с возможностью продления на ещё год. Его дебют в «Вадуце» состоялся днем позже в 1/8 финала Кубка Лихтенштейна 2022/23 против «Тризена II». Он помог своей команде победить со счётом 18:0, оформив дубль.